# Optisk prisme
Et optisk prisme er et stykke gennemsigtigt materiale med et antal plane overflader: Når prismet gennemskinnes af lys i retninger andet end vinkelret på overfladerne, brydes lyset som følge af et fænomen der kaldes refraktion; på denne måde kan prismet anvendes til at ændre lysstrålers udbredelsesretning.
Hvis en lysstråle inde i det gennemsigtige materiale strejfer en plan flade i en tilpas spids vinkel, sker der intern refleksion; overfladen virker som et spejl som kaster lyset tilbage ind i prismet. Prismet kan således også optræde som et spejl overfor lyset.
Alle gennemsigtige materialer har en større eller mindre optisk dispersion, dvs. at lysbølger med forskellige bølgelængder (dvs. farver) brydes i forskellige vinkler. Til højre er vist prismer med stor dispersion (øverst) og lille dispersion (nederst): Prismet med stor dispersion er velegnet til at »sortere« lys efter bølgelængder (og derfor: farver), mens prismet med lille dispersion foretrækkes i f.eks. billeddannende optisk udstyr, fordi det sender alle motivets farver i omtrent samme retning.
Amici-prismen er opkaldt efter Giovanni Amici; den anvendes i spektrometre og spektroskoper. Den består af to typer triangulære prismer, med henholdsvis stor og middelstor dispersion.